# Vũ Minh Tuấn
Vũ Minh Tuấn (sinh ngày 19 tháng 9 năm 1990) là một cầu thủ bóng đá người Việt Nam hiện đang thi đấu ở vị trí tiền vệ cho câu lạc bộ Quy Nhơn Bình Định.

## Sự nghiệp cầu thủ
Sinh ra và lớn lên tại Cẩm Phả và có bố là cựu cầu thủ đội bóng đá Quảng Ninh, Vũ Minh Tuấn từng nhiều năm thi đấu cho các đội trẻ của Quảng Ninh.
Năm 2008, khi mới 18 tuổi, Tuấn đã có tên trong danh sách đội một của Than Quảng Ninh tham dự giải hạng nhất quốc gia. Năm 2012, anh là một trong những nhân tố đưa U-21 Quảng Ninh giành huy chương đồng tại giải bóng đá U-21 Báo Thanh Niên và là thành viên của đội tuyển U-21 Việt Nam về nhì tại giải U-21 Quốc tế Báo Thanh Niên. Cũng trong năm 2012, anh có mặt trong top 5 vận động viên tiêu biểu vùng Mỏ 2012.
Mùa giải 2013, Vũ Minh Tuấn tiếp tục thi đấu ấn tượng trong màu áo câu lạc bộ khi ghi được 5 bàn thắng và cùng Than Quảng Ninh xếp vị trí thứ 2 ở giải hạng nhất, qua đó giành suất lên chơi tại giải vô địch Quốc gia V.League 1, sân chơi cao nhất cấp câu lạc bộ của bóng đá Việt Nam. Cũng trong năm này, Vũ Minh Tuấn được gọi vào đội tuyển U-23 Việt Nam tham dự SEA Games 27 tổ chức tại Myanmar. Tuy không cùng đội tuyển thi đấu thành công nhưng anh cũng đã có 2 lần lập công tại giải.
Năm 2014, Minh Tuấn đã có tên trong danh sách tập trung của đội tuyển quốc gia Việt nam chuẩn bị cho trận đấu cuối cùng vòng loại Asian Cup 2015 gặp đội tuyển Hồng Kông. Cũng trong năm 2014, Minh Tuấn cùng các đồng đội thi đấu rất thành công trong màu áo Olympic Việt Nam tại Asiad 17 khi giúp đội tuyển đứng nhất bảng H với trận đấu tạo nên cơn địa chấn trong trận thắng 4–1 trước Olympic Iran. Mặc dù sau đó ở vòng 16 đội, Vũ Minh Tuấn cùng các đồng đội đã thi đấu rất hay, có phần lấn lướt đối thủ tuy nhiên đã không thể tạo thêm bất ngờ đành thua UAE với tỷ số 1–3. Anh còn có mặt trong đội hình đội tuyển quốc gia Việt Nam tham dự AFF Suzuki Cup vào cuối năm 2014, là nhân tố không thể thiếu trong đội hình của HLV Toshiya Miura và được coi là " làn gió mới" của đội tuyển quốc gia Việt Nam. Tuy nhiên anh cùng các đồng đội phải dừng chân tại bán kết khi để thua Malaysia 2–4 ngay trên sân vận động Quốc gia Mỹ Đình. Tại giải thưởng Quả bóng vàng Việt Nam 2014, anh được huấn luyện viên trưởng đội tuyển quốc gia Toshiya Miura bầu chọn vào vị trí Quả bóng vàng. Tuy sau đó không đạt được danh hiệu (Thành Lương giành Quả bóng vàng) nhưng điều này đã khẳng định khả năng của Vũ Minh Tuấn trong đội tuyển Việt Nam.

## Thống kê sự nghiệp

### Câu lạc bộ
Tính đến ngày 12 tháng 3 năm 2022
| Câu lạc bộ          | Mùa giải            | Giải đấu            | Giải đấu | Giải đấu | Cúp quốc gia | Cúp quốc gia | Cúp châu Á | Cúp châu Á | Khác | Khác | Tổng cộng | Tổng cộng |
| Câu lạc bộ          | Mùa giải            | Hạng                | Trận     | Bàn      | Trận         | Bàn          | Trận       | Bàn        | Trận | Bàn  | Trận      | Bàn       |
| ------------------- | ------------------- | ------------------- | -------- | -------- | ------------ | ------------ | ---------- | ---------- | ---- | ---- | --------- | --------- |
| Than Quảng Ninh     | 2009                | V.League 2          | 10       | 3        | 1            | 0            | —          | —          | —    | —    | 11        | 3         |
| Than Quảng Ninh     | 2010                | V.League 2          | 8        | 1        | 1            | 0            | —          | —          | —    | —    | 9         | 1         |
| Than Quảng Ninh     | 2011                | V.League 2          | 14       | 4        | 2            | 0            | —          | —          | —    | —    | 16        | 4         |
| Than Quảng Ninh     | 2012                | V.League 2          | 22       | 8        | 1            | 0            | —          | —          | —    | —    | 23        | 8         |
| Than Quảng Ninh     | 2013                | V.League 2          | 14       | 5        | 1            | 0            | —          | —          | —    | —    | 15        | 5         |
| Than Quảng Ninh     | 2014                | V.League 1          | 18       | 9        | 2            | 1            | —          | —          | —    | —    | 21        | 9         |
| Than Quảng Ninh     | 2015                | V.League 1          | 19       | 8        | 2            | 1            | —          | —          | —    | —    | 21        | 9         |
| Than Quảng Ninh     | 2016                | V.League 1          | 23       | 11       | 7            | 2            | —          | —          | 1    | 1    | 31        | 14        |
| Than Quảng Ninh     | 2017                | V.League 1          | 16       | 6        | 2            | 1            | 3          | 3          | —    | —    | 21        | 10        |
| Than Quảng Ninh     | Tổng cộng           | Tổng cộng           | 144      | 55       | 19           | 5            | 3          | 3          | 1    | 1    | 167       | 64        |
| FLC Thanh Hóa       | 2018                | V.League 1          | 24       | 4        | 5            | 1            | 6          | 0          | —    | —    | 35        | 5         |
| FLC Thanh Hóa       | Tổng cộng           | Tổng cộng           | 24       | 4        | 5            | 1            | 6          | 0          | 0    | 0    | 35        | 5         |
| Viettel             | 2019                | V.League 1          | 19       | 1        | 1            | 0            | —          | —          | —    | —    | 20        | 1         |
| Viettel             | 2020                | V.League 1          | 15       | 3        | 5            | 1            | —          | —          | 1    | 0    | 21        | 4         |
| Viettel             | 2021                | V.League 1          | 10       | 1        | —            | —            | 4          | 1          | —    | —    | 14        | 2         |
| Viettel             | Tổng cộng           | Tổng cộng           | 44       | 5        | 6            | 1            | 4          | 1          | 1    | 0    | 55        | 7         |
| Hà Nội              | 2022                | V.League 1          | 1        | 0        | 0            | 0            | —          | —          | —    | —    | 1         | 0         |
| Tổng cộng sự nghiệp | Tổng cộng sự nghiệp | Tổng cộng sự nghiệp | 212      | 64       | 30           | 7            | 13         | 4          | 2    | 1    | 257       | 76        |

1. 1 2  Ra sân tại Siêu cúp quốc gia
2. ↑  Số trận ra sân tại AFC Cup
3. ↑  Ra sân 2 trận tại AFC Champions League và 4 trận tại AFC Cup
4. ↑  Ra sân tại AFC Champions League

### Đội tuyển Việt Nam
| Năm                         | Trận                        | Bàn                         |
| Đội tuyển quốc gia Việt Nam | Đội tuyển quốc gia Việt Nam | Đội tuyển quốc gia Việt Nam |
| --------------------------- | --------------------------- | --------------------------- |
| 2014                        | 5                           | 2                           |
| 2015                        | 2                           | 0                           |
| 2016                        | 4                           | 2                           |
| 2017                        | 3                           | 0                           |
| Tổng                        | 14                          | 4                           |

### Bàn thắng đội tuyển quốc gia
| #  | Ngày                 | Địa điểm                                        | Đối thủ     | Bàn thắng | Kết quả | Giải đáu     |
| -- | -------------------- | ----------------------------------------------- | ----------- | --------- | ------- | ------------ |
| 1. | 25 tháng 11 năm 2014 | Sân vận đông Quốc gia Mỹ Đình, Hà Nội, Việt Nam | Lào         | 1–0       | 3–0     | AFF Cup 2014 |
| 2. | 28 tháng 11 năm 2014 | Sân vận đông Quốc gia Mỹ Đình, Hà Nội, Việt Nam | Philippines | 2–0       | 3–1     | AFF Cup 2014 |
| 3. | 9 tháng 10 năm 2016  | Sân vận động Maguwoharjo, Yogyakarta, Indonesia | Indonesia   | 2–0       | 2–2     | Giao hữu     |
| 4. | 7 tháng 12 năm 2016  | Sân vận đông Quốc gia Mỹ Đình, Hà Nội, Việt Nam | Indonesia   | 2–1       | 2–2     | AFF Cup 2016 |

## Danh hiệu
Than Quảng Ninh
- Cúp Quốc gia: 2016
- Siêu cúp Quốc gia: 2016

Viettel
- V.League 1: 2020

Hà Nội
- V.League 1: 2022
- Cúp Quốc gia: 2022
- Siêu cúp Quốc gia: 2022

U-21 Việt Nam
- Á quân giải U21 Quốc tế Báo Thanh Niên: 2012[9]

U-23 Việt Nam
- Asiad 17 Incheon Hàn Quốc 2014: Vòng 1/8  [6]

Việt Nam
- AFF Cup: Hạng 3 2014, 2016